# Ned Kelly Award/Ehrenpreis
Ned Kelly Award: Ehrenpreis bezeichnet den Gewinner des Ehrenpreises (Lifetime Achievement Award, bis 1999 Lifetime Contribution) der Ned Kelly Awards, der seit 1996 in Anerkennung an den Beitrag oder das Lebenswerk einer Person zum Krimi-Genre vergeben wird. 1997 wurde die Auszeichnung postum an den Kriminalschriftsteller Carter Brown (1923–1985) verliehen.
| Jahr        | Preisträger          | Nationalität               | Beruf |
| ----------- | -------------------- | -------------------------- | --- |
| 1996        | Jon Cleary           | Australien                 | Autor |
| 1997        | Carter Brown*        | Australien, Großbritannien | Autor |
| 1998        | Preis nicht vergeben | Preis nicht vergeben       | Preis nicht vergeben                                                                                              |
| 1999        | Peter Corris         | Australien                 | Autor |
| 2000        | Preis nicht vergeben | Preis nicht vergeben       | Preis nicht vergeben                                                                                              |
| 2001        | Stephen Knight       | Australien                 | Buchkritiker und Professor für englische Literatur an der Australian National University                          |
| 2002        | Patrick Gallagher    | Australien                 | Managing Director (Verlag Allan & Unwin)                                                                          |
| 2003        | Kerry Greenwood      | Australien                 | Autor |
| 2004        | Bob Bottom           | Australien                 | Investigativer Journalist                                                                                         |
| 2005        | Stuart Coupe         | Australien                 | Autor |
| 2006        | Andrew Rule          | Australien                 | Journalist und Buchautor                                                                                          |
| 2006        | John Silvester       | Australien                 | Journalist und Buchautor                                                                                          |
| 2007        | Sandra Harvey        | Australien                 | Buchautorin |
| 2007        | Lindsay Simpson      | Australien                 | Journalistin und Buchautorin, Leiterin des Studiengangs für Journalismus an der James Cook University, Townsville |
| 2008        | Marele Day           | Australien                 | Buchautorin |
| 2009        | Shane Maloney        | Australien                 | Buchautor |
| 2010        | Peter Doyle          | Australien                 | Buchautor |
| 2011        | Preis nicht vergeben | Preis nicht vergeben       | Preis nicht vergeben                                                                                              |
| 2012        | Gabrielle Lord       | Australien                 | Buchautorin |
| 2013 – 2015 | Preis nicht vergeben | Preis nicht vergeben       | Preis nicht vergeben                                                                                              |
| 2018        | Garry Disher         | Australien                 | Buchautor |

* = Postume Ehrung